# Michał Pełczyński

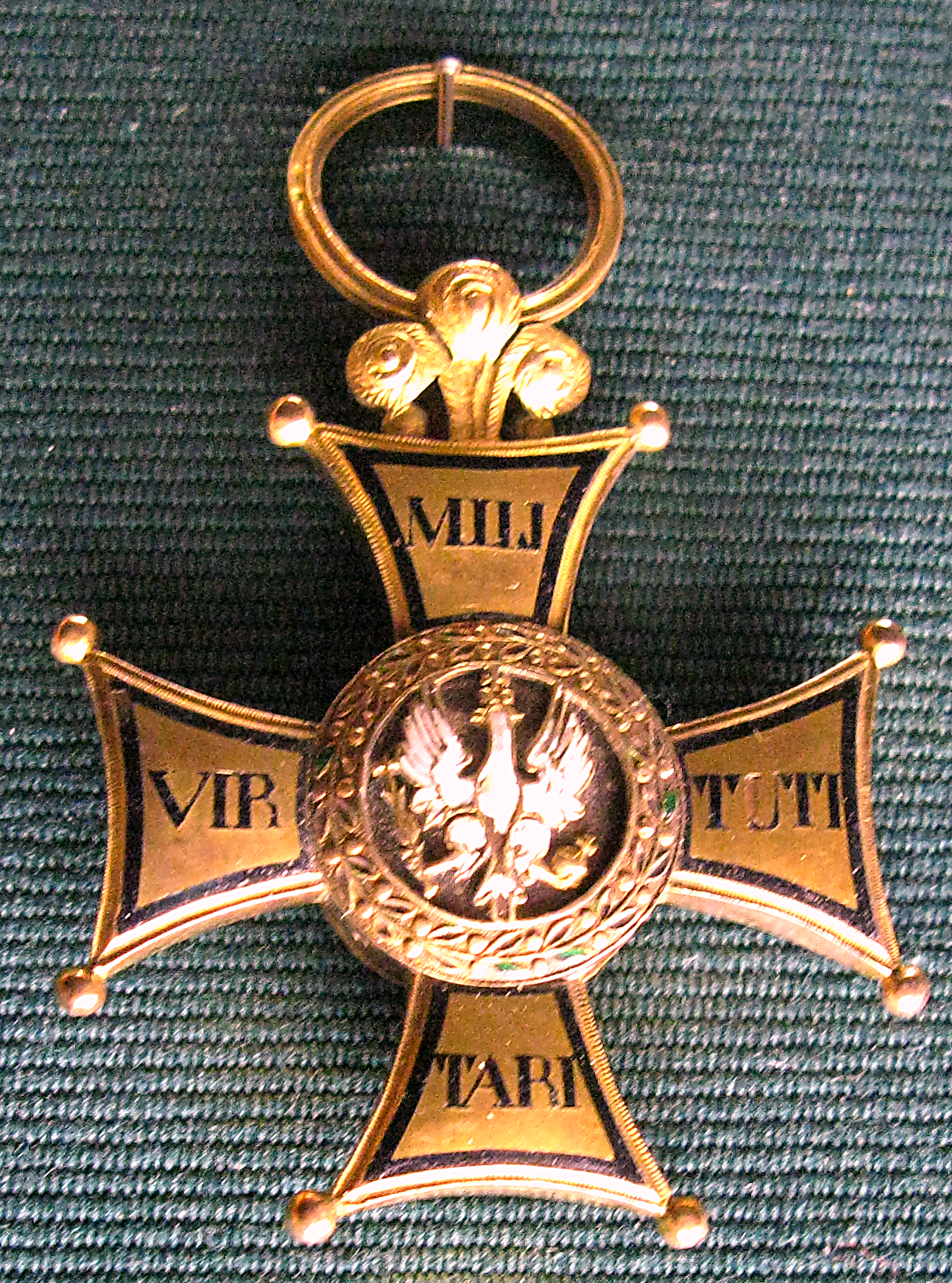
Krzyż Złoty Orderu Virtuti Militari, nadany za kampanię 1813 Michałowi Pełczyńskiemu

Michał Pełczyński (ur. 8 września 1775 w Imbramowicach, w pow. olkuskim, zm. 3 maja 1833 w Poschle) – topograf, generał brygady Wojska Polskiego.

## Życiorys

### Wojna polsko-rosyjska
Michał Pełczyński podczas wojny polsko-rosyjskiej w 1792, jako konstruktor inżynier znajdował się w grupie pułkownika Sierakowskiego, rozpoznającej tereny Wołynia i Kijowszczyzny. Walczył pod Dubienką. Brał udział w obronie Warszawy, został ranny podczas obrony lasku powązkowskiego. Po rozproszeniu się resztek Wojska Polskiego w 1794 pod Radoszycami przerwał służbę wojskową.

### Wojny przeciwko Prusom, Austrii i Rosji
Ponownie zaciągnął się do wojska w 1806 w stopniu kapitana, przydzielony do 2 Pułku Piechoty Księstwa Warszawskiego. Walczył przeciwko Prusom w czasie drugiego oblężenia Grudziądza, a w roku 1809 przeciwko Austrii. 16 lipca 1810 awansował na szefa szwadronu adiutanta polowego gen. dyw. Ludwika Kamienieckiego. Przy jego boku odbył kampanię przeciwko Rosji w roku 1812. W czasie kampanii niemieckiej w 1813 roku, przydzielony został do sztabu VIII korpusu Wielkiej Armii. Brał udział w bitwach pod Gabel, Lobau i Borna. Za tę kampanie odznaczony został Złotym Krzyżem Virtuti Militari. W bitwie pod Lipskiem, lekko ranny, dostał się do niewoli. Zwolniony, powrócił do kraju.

### Służba po wojnie
22 stycznia 1815 roku. otrzymał przydział w stopniu majora do Kwatermistrzostwa Generalnego Wojska Polskiego. Przeprowadził wraz z kapitanem Franciszkiem Valentinem d’Hauterive rozpoznanie granicy pruskiej od Warty do Śląska. Awansował na podpułkownika, a w 1820 roku na pułkownika. W pierwszych latach istnienia Kwatermistrzostwa poszczególni oficerowie z braku stałego zatrudnienia przydzieleni byli do sztabów dywizji.
W latach 1816–1817 Pełczyński został odkomenderowany do sztabu 2 dywizji piechoty. Jako oficer Kwatermistrzostwa brał udział w pracach topograficznych. W roku 1819 na żądanie władz rosyjskich, Kwatermistrzostwo zajmowało się zbieraniem materiałów do dokładnego wykreślenia mapy Królestwa Polskiego, województw i obwodów na arkuszach nowego wydania mapy Semitopograficzeskaja karta inostrannych władienij po zapadnoj granice Rossijskoj Imperii... (skala 1:252 000) Po wykonaniu tych prac Pełczyński otrzymał Order św. Włodzimierza czwartej klasy. Z powodu złego stanu zdrowia, 30 stycznia 1830 otrzymał na własną prośbę dymisję w stopniu generała brygady. W 1830 roku został nagrodzony Znakiem Honorowym za 20 lat służby.
Zmarł w roku 1833, pochowany w Parysowie.

## Życie prywatne
Ożeniony z Izabelą z Moszkowskich, miał trzech synów i córkę: Michała Edwarda Feliksa, Marię (poślubiła Grzegorza Baranieckiego, matka Mariana Baranieckiego), Hipolita Józefa i Aleksandra Macieja Kazimierza. Synowie w roku 1845 otrzymali potwierdzenie praw szlachectwa, na podstawie posiadania stopnia oficerskiego przez ich ojca. Wymienione ordery są wystawione na Zamku Królewskim w Warszawie.
Jego prawnukiem był Tadeusz Pełczyński, generał brygady WP.
Akt zgonu Michała Pełczyńskiego:
„Działo się w Parysowie dnia 6 maja tysiąc ośmset trzydziestego trzeciego roku o godzinie trzeciey po południu. Stawili się Piotr Soćko – organista mający lat czterdzieści i Michał Król Dziad Szpitalny mający lat sześćdziesiąt siedm, obydway z Paryssowa – I oświadczyli że dnia trzeciego bieżącego miesiąca i roku o godzinie piątej z rana we wsi Poschli umarł Jaśnie Wielmożny Michał Pełczyński, Jenerał Brygady byłych Woysk Polskich, piędziesiąt ośm lat mający, mąż pozostałej Izabelli z domu Maszkowskich, o imionach Jego rodziców stawający nie są wiadomi. Po przekonaniu się na ocznie o zeyściu Pełczyńskiego. (...) Akt ten stawającym przeczytany przez nas i Piotra Soćka podpisany został, drugi świadek – Michał Król pisać nie umie. Xsiądz Kazimierz Wasniewski – Kanonik Podlaski Proboszcz Parysowski”